# Kucieje
Kucieje (do 2004 Nowe Kucieje) – wieś sołecka w Polsce położona w województwie mazowieckim, w powiecie ostrołęckim, w gminie Baranowo.
W latach 1975–1998 miejscowość administracyjnie należała do województwa ostrołęckiego. Do sołectwa należy również wieś Kalisko.
Do 2004 jako Nowe Kucieje, kiedy przemianowane zostały na Kucieje. Natomiast w 2005 przysiółek Stare Kucieje włączony został do wsi Guzowatka.
W 2003 roku miejscowość przyłączono do sieci wodociągowej, zaś w 2010 roku wykonano nawierzchnię bitumiczną. Natomiast w 2014 roku ruszył program odnowy świetlicy wiejskiej z inicjatywy społecznej, w pierwszej kolejności wymieniono dach budynku, a w 2019 roku ukończono remont elewacji oraz wnętrza świetlicy. W 2017 miejscowość została przyłączona do nowo powstałej oczyszczalni ścieków, która obsługuje północną część gminy, wybudowanej przy drodze Kucieje–Błędowo. 
Wierni kościoła rzymskokatolickiego należą do parafii Świętego Bartłomieja Apostoła w Baranowie.